# Daniel Ramée
Daniel Ramée, född 1806 i Hamburg, död 1887 i Paris, var en fransk arkitekt och arkitekturhistoriker. Han var son till Joseph Ramée.
Ramée följde sin far, som också var arkitekt, till Förenta staterna, men återvände till Europa 1818 och kom 1823 till Paris, där han blev medlem av kommittén för tillsyn över arkitektoniska minnesmärken och fick i uppdrag att restaurera domerna i Senlis, Beauvais och Noyon med flera. Han gjorde 1832-1848 studieresor i Tyskland, Nederländerna, England och Italien samt författade Histoire de l'architecture (1845; många upplagor), L'architecture et la construction pratiques (1868-1871) och Dictionnaire des termes d'architecture (1868). Jämte Ludovic Vitet utgav han 1845 en beskrivning över katedralen i Noyon och med kopparstickaren Johann Wilhelm Gottlieb Pfnor en av denne illustrerad monografi över slottet i Heidelberg.